# La gelosia (film 2013)
La gelosia (La jalousie) è un film del 2013 diretto da Philippe Garrel.

## Trama
Louis, un attore fallito, cerca di rendere la sua ragazza Claudia una grande star. Ma nonostante tutti i suoi sforzi non riesce a ottenere per lei alcun ruolo degno di nota. Alla fine, lei si innamora di un altro uomo e lo tradisce.